# سوفوس كيث وينثر
سوفوس كيث وينثر (بالإنجليزية: Sophus Keith Winther)‏ (24 يونيو 1893 - 1983)؛ روائي أمريكي.